# 本·柯蒂斯
本·柯蒂斯（英語：Ben Curtis, 1977年5月26日—）是一位美國職業高爾夫球選手。於2000年轉為職業選手。他在2003年贏得了當年的美國公開賽冠軍。同時他也是2008年萊德盃美國隊的隊員之一。

## 外部連結
- PGA巡迴賽網站上的介紹 （页面存档备份，存于）